# بريجيتي فاسالو
بريجيت فاسالو (بالإسبانية: Brigitte Vasallo)‏ (من مواليد مدينة برشلونة عام 1973) هي كاتبة إسبانية وَأناركية ونسوية داعمة لحقوق المثليين كمَا اشتهرت بنقدها للإسلاموفوبيا القائمة على النوع الاجتماعي والقوميّة المثلية كما دافعت عنِ التعدديّة في العلاقات العاطفية.

## السيرة الشخصية
بيرجيتي هي ابنة لعائلة غالسية هاجرت إلى فرنسا ثم إلى كاتالونيا، وهي تدافع عن هويتها المهاجرة. أمضت معظم حياتها في المغرب، مما سمح لها باكتساب فكرة عن الهيمنة العرقية والاستعمارية في المجتمع الغربي.
تتعاون فاسالو بانتظام مع العديد من الوسائط، مثل eldiario.es أو Catalunya Ràdio أو Diagonal أو La Directa أو Pikara Magazine، بالإضافة إلى إلقاء محاضرات عديدة. وبالمثل، فهي محاضرة في درجة الماجستير في النوع الاجتماعي والاتصال في جامعة برشلونة المستقلة.

## العمل
تتمحور أعمال فاسالو حول محورين رئيسيين. من جانب، فهي تقوم بتحليل التقاطع بين العنصرية وكراهية النساء، خاصة حول كيفية تأثيرها على النساء المسلمات. وبهذا المعنى، فإنها تدين كيف يتم استخدام حقوق النسوية وحقوق المثليين ومغايري الهوية الجنسانية لتبرير كراهية الأجانب، وتوقف عن أن تكون نهايتهم في حد ذاتها.
علي الجانب الأخر، وقالت انها تقدر وسائل أخرى للإرتابط العاطفي، وبصرف النظر عن التقليدي الزواج الأحادي، والتغلب على الإخلاص كوسيلة للحب باعتباره سلعة محدودة. ومع ذلك، فقد حذرت أيضًا من كيف يمكن الاستيلاء على تعدد الشعارات من خلال الليبرالية الجديدة من منظور فردي، وإعادة إنتاج هياكل السلطة الموروثة، وتمييز الناس وأجسادهم كسلعة مستهلكة أخرى.

### مؤلفات
- Pornoburka: desventuras del Raval y otras f (r) icciones contemporáneas (2013).[12][13]
- Pensamiento monógamo. poliamoroso الإرهاب (2018).[14]

## روابط خارجية
- بريجيتي فاسالو على موقع IMDb (الإنجليزية)